# Pheidolomyia sodalis
Pheidolomyia sodalis är en tvåvingeart som beskrevs av Borgmeier 1927. Pheidolomyia sodalis ingår i släktet Pheidolomyia och familjen puckelflugor. Inga underarter finns listade i Catalogue of Life.